# Obéance

Armoiries du chapitre de Lyon.

Au Moyen Âge, l'obéance est dans le système administratif du chapitre cathédral de Lyon une division de la mense capitulaire, consistant en un ensemble de revenus, de biens et de droits sur un territoire donné qui se met en place à partir du XIIe siècle. En effet à cette époque l'évolution des mentalités, de la vie canoniale et de l'équilibre politique font que les chanoines, issus de la noblesse régionale, veulent vivre comme des seigneurs laïcs et constituent ces obéances comme des seigneuries avant tout pour les droits juridiques (haute-justice...) plus que pour l'assise foncière. 

## Système de l'obéance
L'Église de Lyon, constituée de l'archevêque et de son chapitre, dispose de fait par la bulle d'or de Frédéric Barberousse en 1157 de la souveraineté sur le comté de Lyon. Elle y possède de plus la grande majorité des fiefs, en particulier le chapitre qui, au XIVe siècle, a accaparé la majeure partie des biens de l'Église de Lyon au détriment de l'archevêque. À cette époque il détient en effet avec le chapitre de Saint-Just 75 % des châtellenies du Lyonnais. Ces biens et leurs revenus ainsi que les droits seigneuriaux qu'exerce collégialement le chapitre cathédral de Lyon forment la mense capitulaire. 
Cette mense est divisée en plusieurs obéances de tailles et d'importances diverses, les plus grandes équivalents à une châtellenie. L'obéance est ainsi un ensemble de biens et de droits (haute-justice, droits seigneuriaux...) formant une petite seigneurie foncière autour d'un chef-lieu lui donnant son nom et gérée collégialement par plusieurs chanoines. L'obéance appartient en effet à plusieurs chanoines qui en retirent chacun une part donnée des revenus, chaque chanoine possédant des parts dans plusieurs obéances du chapitre cathédral de Lyon. L'ensemble des parts d'obéance détenue par un chanoine forme sa prébende, c'est-à-dire le bénéfice ecclésiastique attaché à sa charge canoniale. 
Chaque chanoine (l'obéancier) reverse ensuite environ 60 % du revenus de ses terres (reffusions)  au chapitre pour les dépenses capitulaires communes.
À la mort d'un chanoine, les parts d'obéances qu'il possède sont répartis entre les autres chanoines. De même lors de la nomination d'un nouveau chanoine, les obéances subissent une nouvelle répartition pour pourvoir le nouvel arrivant.

## Intérêt de l'obéance
Le système de l'obéance est relativement complexe et nécessite des remises à jour régulières des livres capitulaires détaillant ces répartitions. Néanmoins le caractère extrêmement mouvant des obéances permet d'éviter toute patrimonialisation de la mense capitulaire. Aucune prébende n'est ainsi ni fixe, ni transmissible telle quelle, ni liée à un canonicat puisque les obéances la constituant sont sans cesse redistribuées ce qui évite l'accaparement de certaines terres par des dynasties de chanoines. La gestion collective et la dispersion des possessions de chaque chanoine dans plusieurs obéances empêchent également une trop grande autonomie.
Le système laisse cependant une certaine autonomie aux chanoines pour gérer les terres et les incite à s'en occuper le mieux possible pour en tirer un meilleur profit et donc de résider à Lyon ou dans le Lyonnais.